# Conférence épiscopale panaméenne
La Conférence épiscopale panaméenne (en espagnol : Conferencia Episcopal Panameña, abrégé CEP) est une conférence épiscopale de l’Église catholique qui réunit les ordinaires du Panama.
Elle fait partie du Conseil épiscopal latino-américain (CELAM), avec une vingtaine d’autres conférences épiscopales.

## Membres
La conférence épiscopale réunit une dizaine de membres :
- Rafael Valdivieso Miranda (es), évêque de Chitré[5] ;
- José Luis Lacunza Maestrojuán, évêque de David[6] ;
- José Domingo Ulloa (es), archevêque de Panama[7] ;
- Audilio Aguilar Aguilar (es), évêque de Santiago de Veraguas[8] ;
- Manuel Ochogavía (es), évêque de Colón-Kuna Yala[9] ;
- Edgardo Cedeño Muñoz (es), évêque de Penonomé[10] ;
- Anibal Saldaña Santamaría (de), prélat territorial de Bocas del Toro[11] ;
- Pedro Joaquín Hernández Cantarero (es), vicaire apostolique de Darién[12] ;
- Pablo Varela Server (es), évêque auxiliaire de Panama[13].

## Historique
Les statuts de la conférence épiscopale ont été approuvés par le Saint-Siège le 30 juin 1958.

## Sanctuaires
Le sanctuaire du Cœur-de-Marie de Panama, une église importante pour les Clarétains, est souvent appelé « sanctuaire national », mais ne semble pas être reconnu par la conférence épiscopale comme un officiel sanctuaire national. La conférence n’en a cependant pas nommé.